# Gran Premio di superbike di Brno 2007
Il Gran Premio di superbike di Brno 2007 è stato la nona prova su tredici del campionato mondiale Superbike 2007, disputato il 22 luglio sul circuito di Brno, in gara 1 ha visto la vittoria di James Toseland davanti a Max Biaggi e Yukio Kagayama, la gara 2 è stata vinta da Max Biaggi che ha preceduto James Toseland e Michel Fabrizio.
La vittoria nella gara valevole per il campionato mondiale Supersport 2007 è stata ottenuta da Kenan Sofuoğlu, mentre la gara della Superstock 1000 FIM Cup viene vinta da Xavier Siméon e quella del campionato Europeo della classe Superstock 600 da Domenico Colucci.

## Risultati

### Gara 1

#### Arrivati al traguardo[6]
| Pos. | Nº  | Pilota             | Squadra                     | Motocicletta        | Giri | Tempo     | Griglia | Punti |
| ---- | --- | ------------------ | --------------------------- | ------------------- | ---- | --------- | ------- | ----- |
| 1º   | 52  | James Toseland     | Hannspree Ten Kate Honda    | Honda CBR1000RR     | 20   | 41:02.730 | 4º      | 25    |
| 2º   | 3   | Max Biaggi         | Alstare Suzuki Corona Extra | Suzuki GSX-R1000 K7 | 20   | +0:00.237 | 2º      | 20    |
| 3º   | 71  | Yukio Kagayama     | Alstare Suzuki Corona Extra | Suzuki GSX-R1000 K7 | 20   | +0:01.185 | 6º      | 16    |
| 4º   | 41  | Noriyuki Haga      | Yamaha Motor Italia         | Yamaha YZF-R1       | 20   | +0:02.403 | 1º      | 13    |
| 5º   | 44  | Roberto Rolfo      | Hannspree Ten Kate Honda    | Honda CBR1000RR     | 20   | +0:03.472 | 9º      | 11    |
| 6º   | 84  | Michel Fabrizio    | D.F.X. Corse                | Honda CBR1000RR     | 20   | +0:03.758 | 10º     | 10    |
| 7º   | 11  | Troy Corser        | Yamaha Motor Italia         | Yamaha YZF-R1       | 20   | +0:18.235 | 5º      | 9     |
| 8º   | 57  | Lorenzo Lanzi      | Ducati Xerox                | Ducati 999 F07      | 20   | +0:19.653 | 7º      | 8     |
| 9º   | 76  | Max Neukirchner    | Suzuki Germany              | Suzuki GSX-R1000 K6 | 20   | +0:22.230 | 8º      | 7     |
| 10º  | 38  | Shin'ichi Nakatomi | Yamaha YZF                  | Yamaha YZF-R1       | 20   | +0:31.662 | 13º     | 6     |
| 11º  | 55  | Régis Laconi       | Kawasaki PSG-1 Corse        | Kawasaki ZX-10R     | 20   | +0:32.796 | 15º     | 5     |
| 12º  | 111 | Rubén Xaus         | Team Sterilgarda            | Ducati 999 F06      | 20   | +0:47.360 | 14º     | 4     |
| 13º  | 13  | Vittorio Iannuzzo  | Kawasaki PSG-1 Corse        | Kawasaki ZX-10R     | 20   | +1:01.983 | 17º     | 3     |
| 14º  | 36  | Jiří Drazdak       | Yamaha Jr. Pro SBK Racing   | Yamaha YZF-R1       | 20   | +1:02.052 | 18º     | 2     |
| 15º  | 112 | Stefano Cruciani   | Celani Team Suzuki Italia   | Suzuki GSX-R1000 K6 | 20   | +1:48.872 | 23º     | 1     |

#### Ritirati
| Nº | Pilota           | Squadra              | Motocicletta        | Giri | Griglia |
| -- | ---------------- | -------------------- | ------------------- | ---- | ------- |
| 15 | Miloš Čihák      | Prorace              | Suzuki GSX-R1000 K6 | 19   | 22º     |
| 96 | Jakub Smrž       | Caracchi Ducati SC   | Ducati 999 F05      | 12   | 16º     |
| 21 | Troy Bayliss     | Ducati Xerox         | Ducati 999 F07      | 11   | 3º      |
| 31 | Karl Muggeridge  | Alto Evolution Honda | Honda CBR1000RR     | 11   | 11º     |
| 10 | Fonsi Nieto      | Kawasaki PSG-1 Corse | Kawasaki ZX-10R     | 4    | 12º     |
| 73 | Christian Zaiser | LBR Racing           | MV Agusta F4 312 R  | 3    | 20º     |
| 42 | Dean Ellison     | Team Pedercini       | Ducati 999RS        | 2    | 21º     |
| 22 | Luca Morelli     | D.F.X. Corse         | Honda CBR1000RR     | 2    | 19º     |

### Gara 2

#### Arrivati al traguardo[7]
| Pos. | Nº  | Pilota             | Squadra                     | Motocicletta        | Giri | Tempo     | Griglia | Punti |
| ---- | --- | ------------------ | --------------------------- | ------------------- | ---- | --------- | ------- | ----- |
| 1º   | 3   | Max Biaggi         | Alstare Suzuki Corona Extra | Suzuki GSX-R1000 K7 | 19   | 38:53.022 | 2º      | 25    |
| 2º   | 52  | James Toseland     | Hannspree Ten Kate Honda    | Honda CBR1000RR     | 19   | +0:01.510 | 4º      | 20    |
| 3º   | 84  | Michel Fabrizio    | D.F.X. Corse                | Honda CBR1000RR     | 19   | +0:05.419 | 10º     | 16    |
| 4º   | 41  | Noriyuki Haga      | Yamaha Motor Italia         | Yamaha YZF-R1       | 19   | +0:06.765 | 1º      | 13    |
| 5º   | 44  | Roberto Rolfo      | Hannspree Ten Kate Honda    | Honda CBR1000RR     | 19   | +0:07.910 | 9º      | 11    |
| 6º   | 21  | Troy Bayliss       | Ducati Xerox                | Ducati 999 F07      | 19   | +0:09.241 | 3º      | 10    |
| 7º   | 57  | Lorenzo Lanzi      | Ducati Xerox                | Ducati 999 F07      | 19   | +0:19.424 | 7º      | 9     |
| 8º   | 10  | Fonsi Nieto        | Kawasaki PSG-1 Corse        | Kawasaki ZX-10R     | 19   | +0:24.191 | 12º     | 8     |
| 9º   | 38  | Shin'ichi Nakatomi | Yamaha YZF                  | Yamaha YZF-R1       | 19   | +0:26.680 | 13º     | 7     |
| 10º  | 111 | Rubén Xaus         | Team Sterilgarda            | Ducati 999 F06      | 19   | +0:28.095 | 14º     | 6     |
| 11º  | 31  | Karl Muggeridge    | Alto Evolution Honda        | Honda CBR1000RR     | 19   | +0:33.256 | 11º     | 5     |
| 12º  | 76  | Max Neukirchner    | Suzuki Germany              | Suzuki GSX-R1000 K6 | 19   | +0:33.352 | 8º      | 4     |
| 13º  | 96  | Jakub Smrž         | Caracchi Ducati SC          | Ducati 999 F05      | 19   | +0:33.495 | 16º     | 3     |
| 14º  | 55  | Régis Laconi       | Kawasaki PSG-1 Corse        | Kawasaki ZX-10R     | 19   | +0:40.453 | 15º     | 2     |
| 15º  | 13  | Vittorio Iannuzzo  | Kawasaki PSG-1 Corse        | Kawasaki ZX-10R     | 19   | +0:57.284 | 17º     | 1     |
| 16º  | 22  | Luca Morelli       | D.F.X. Corse                | Honda CBR1000RR     | 19   | +1:17.657 | 19º     |       |
| 17º  | 15  | Miloš Čihák        | Prorace                     | Suzuki GSX-R1000 K6 | 19   | +1:35.801 | 22º     |       |
| 18º  | 112 | Stefano Cruciani   | Celani Team Suzuki Italia   | Suzuki GSX-R1000 K6 | 19   | +1:37.346 | 23º     |       |

#### Ritirati
| Nº | Pilota           | Squadra                     | Motocicletta        | Giri | Griglia |
| -- | ---------------- | --------------------------- | ------------------- | ---- | ------- |
| 73 | Christian Zaiser | LBR Racing                  | MV Agusta F4 312 R  | 14   | 20º     |
| 71 | Yukio Kagayama   | Alstare Suzuki Corona Extra | Suzuki GSX-R1000 K7 | 10   | 6º      |
| 36 | Jiří Drazdak     | Yamaha Jr. Pro SBK Racing   | Yamaha YZF-R1       | 7    | 18º     |
| 11 | Troy Corser      | Yamaha Motor Italia         | Yamaha YZF-R1       | 6    | 5º      |
| 42 | Dean Ellison     | Team Pedercini              | Ducati 999RS        | 1    | 21º     |

### Supersport

#### Arrivati al traguardo
| Pos. | Nº  | Pilota                | Squadra                      | Motocicletta    | Giri | Tempo     | Griglia | Punti |
| ---- | --- | --------------------- | ---------------------------- | --------------- | ---- | --------- | ------- | ----- |
| 1º   | 54  | Kenan Sofuoğlu        | Hannspree Ten Kate Honda     | Honda CBR600RR  | 18   | 38'09.132 | 1º      | 25    |
| 2º   | 18  | Craig Jones           | Revè Ekerold Honda Racing    | Honda CBR600RR  | 18   | +11.313   | 7º      | 20    |
| 3º   | 9   | Fabien Foret          | Gil Motor Sport              | Kawasaki ZX-6R  | 18   | +17.527   | 11º     | 16    |
| 4º   | 55  | Massimo Roccoli       | Yamaha Lorenzini by Leoni    | Yamaha YZF-R6   | 18   | +17.566   | 6º      | 13    |
| 5º   | 125 | Joshua Brookes        | Stiggy Motorsport Honda      | Honda CBR600RR  | 18   | +18.109   | 3º      | 11    |
| 6º   | 21  | Katsuaki Fujiwara     | Althea Honda                 | Honda CBR600RR  | 18   | +20.163   | 10º     | 10    |
| 7º   | 94  | David Checa           | Yamaha - GMT 94              | Yamaha YZF-R6   | 18   | +20.541   | 9º      | 9     |
| 8º   | 16  | Sébastien Charpentier | Hannspree Ten Kate Honda     | Honda CBR600RR  | 18   | +23.448   | 5º      | 8     |
| 9º   | 194 | Sébastien Gimbert     | Yamaha - GMT 94              | Yamaha YZF-R6   | 18   | +23.855   | 13º     | 7     |
| 10º  | 77  | Barry Veneman         | Pioneer Hoegee Suzuki Racing | Suzuki GSX-R600 | 18   | +25.863   | 14º     | 6     |
| 11º  | 31  | Vesa Kallio           | Pioneer Hoegee Suzuki Racing | Suzuki GSX-R600 | 18   | +25.961   | 8º      | 5     |
| 12º  | 3   | Jason O'Halloran      | Yamaha World SSP Racing      | Yamaha YZF-R6   | 18   | +32.323   | 22º     | 4     |
| 13º  | 23  | Broc Parkes           | Yamaha World SSP Racing      | Yamaha YZF-R6   | 18   | +33.714   | 2º      | 3     |
| 14º  | 4   | Lorenzo Alfonsi       | Althea Honda                 | Honda CBR600RR  | 18   | +34.462   | 19º     | 2     |
| 15º  | 69  | Gianluca Nannelli     | Caracchi Ducati SC           | Ducati 749R     | 18   | +34.578   | 17º     | 1     |
| 16º  | 38  | Grégory Leblanc       | Vazy Racing                  | Honda CBR600RR  | 18   | +37.642   | 16º     |       |
| 17º  | 26  | Joan Lascorz          | Glaner Motocard.com          | Honda CBR600RR  | 18   | +38.559   | 15º     |       |
| 18º  | 12  | Javier Forés          | HP Racing                    | Honda CBR600RR  | 18   | +38.584   | 20º     |       |
| 19º  | 10  | Arturo Tizón          | Yamaha Spain                 | Yamaha YZF-R6   | 18   | +50.145   | 21º     |       |
| 20º  | 34  | Davide Giugliano      | Lightspeed Kawasaki Supp.    | Kawasaki ZX-6R  | 18   | +50.474   | 30º     |       |
| 21º  | 44  | David Salom           | Yamaha Spain                 | Yamaha YZF-R6   | 18   | +50.647   | 25º     |       |
| 22º  | 169 | Julien Enjolras       | Tati Team Beaujolais Racing  | Yamaha YZF-R6   | 18   | +50.720   | 32º     |       |
| 23º  | 79  | Michal Filla          | KRTZ IV                      | Yamaha YZF-R6   | 18   | +51.055   | 35º     |       |
| 24º  | 78  | Radomil Rous          | KRTZ IV                      | Yamaha YZF-R6   | 18   | +51.206   | 27º     |       |
| 25º  | 7   | Pere Riba             | Gil Motor Sport              | Kawasaki ZX-6R  | 18   | +54.672   | 26º     |       |

#### Ritirati
| Nº  | Pilota             | Squadra                 | Motocicletta   | Giri | Griglia |
| --- | ------------------ | ----------------------- | -------------- | ---- | ------- |
| 127 | Robbin Harms       | Stiggy Motorsport Honda | Honda CBR600RR | 17   | 4º      |
| 60  | Vladimir Ivanov    | Vector Racing           | Yamaha YZF-R6  | 16   | 18º     |
| 17  | Miguel Praia       | Racing Team Parkalgar   | Honda CBR600RR | 11   | 29º     |
| 88  | Gergo Talmacsi     | Vector Racing           | Yamaha YZF-R6  | 9    | 36º     |
| 96  | Nikola Milovanovic | Benjan Motoren          | Honda CBR600RR | 9    | 37º     |
| 81  | Matthieu Lagrive   | Intermoto Czech         | Honda CBR600RR | 7    | 23º     |
| 45  | Gianluca Vizziello | RG Team                 | Yamaha YZF-R6  | 6    | 12º     |
| 91  | Christian Kellner  | LBR Racing              | Ducati 749R    | 6    | 33º     |
| 116 | Simone Sanna       | Racing Team Parkalgar   | Honda CBR600RR | 5    | 24º     |
| 35  | Gilles Boccolini   | PMS Kawasaki Supported  | Kawasaki ZX-6R | 4    | 28º     |
| 46  | Jesco Günther      | CRS Grand Prix          | Honda CBR600RR | 0    | 34º     |

### Superstock 1000

#### Arrivati al traguardo
| Pos. | Nº  | Pilota               | Squadra                     | Motocicletta        | Giri | Tempo     | Griglia | Punti |
| ---- | --- | -------------------- | --------------------------- | ------------------- | ---- | --------- | ------- | ----- |
| 1º   | 19  | Xavier Siméon        | Alstare Suzuki Corona Extra | Suzuki GSX-R1000 K6 | 12   | 25'31.786 | 5º      | 25    |
| 2º   | 15  | Matteo Baiocco       | Umbria Bike                 | Yamaha YZF-R1       | 12   | +0.882    | 8º      | 20    |
| 3º   | 71  | Claudio Corti        | Yamaha Team Italia          | Yamaha YZF-R1       | 12   | +3.644    | 12º     | 16    |
| 4º   | 3   | Mark Aitchison       | Celani Team Suzuki Italia   | Suzuki GSX-R1000 K6 | 12   | +3.793    | 10º     | 13    |
| 5º   | 51  | Michele Pirro        | Yamaha Team Italia          | Yamaha YZF-R1       | 12   | +5.219    | 4º      | 11    |
| 6º   | 44  | René Mähr            | Vd Heyden Motors Yamaha     | Yamaha YZF-R1       | 12   | +7.111    | 14º     | 10    |
| 7º   | 59  | Niccolò Canepa       | Ducati Xerox Junior         | Ducati 1098S        | 12   | +7.585    | 1º      | 9     |
| 8º   | 83  | Didier Van Keymeulen | TTSL-MGM Racing             | Yamaha YZF-R1       | 12   | +8.411    | 3º      | 8     |
| 9º   | 57  | Ilario Dionisi       | Cruciani Moto Suzuki Italia | Suzuki GSX-R1000 K7 | 12   | +8.855    | 9º      | 7     |
| 10º  | 96  | Matěj Smrž           | MS Racing                   | Honda CBR1000RR     | 12   | +14.651   | 15º     | 6     |
| 11º  | 25  | Dario Giuseppetti    | MGM Racing Performance      | Yamaha YZF-R1       | 12   | +17.738   | 11º     | 5     |
| 12º  | 11  | Denis Sacchetti      | UnionBike Gimotorsport      | MV Agusta F4 312 R  | 12   | +18.379   | 13º     | 4     |
| 13º  | 34  | Balázs Németh        | Full-Gas Racing             | Suzuki GSX-R1000 K6 | 12   | +19.273   | 25º     | 3     |
| 14º  | 99  | Danilo Dell'Omo      | UnionBike Gimotorsport      | MV Agusta F4 312 R  | 12   | +21.973   | 16º     | 2     |
| 15º  | 88  | Timo Gieseler        | MGM Racing Performance      | Yamaha YZF-R1       | 12   | +22.166   | 20º     | 1     |
| 16º  | 16  | Raymond Schouten     | Vd Heyden Motors Yamaha     | Yamaha YZF-R1       | 12   | +24.768   | 17º     |       |
| 17º  | 56  | Daniel Sutter        | Peko Racing                 | Yamaha YZF-R1       | 12   | +25.363   | 19º     |       |
| 18º  | 10  | Franck Millet        | Biassono Racing             | MV Agusta F4 312 R  | 12   | +26.124   | 28º     |       |
| 19º  | 37  | Raffaele Filice      | Celani Team Suzuki Italia   | Suzuki GSX-R1000 K6 | 12   | +30.459   | 34º     |       |
| 20º  | 33  | Marko Rohtlaan       | Azione Corse                | Honda CBR1000RR     | 12   | +30.629   | 29º     |       |
| 21º  | 13  | Viktor Kispataki     | Full-Gas Racing             | Suzuki GSX-R1000 K6 | 12   | +30.938   | 31º     |       |
| 22º  | 24  | Marko Jerman         | DBR Racing                  | Yamaha YZF-R1       | 12   | +31.137   | 26º     |       |
| 23º  | 23  | Cedric Tangre        | DBR Racing                  | Yamaha YZF-R1       | 12   | +36.935   | 33º     |       |
| 24º  | 17  | Milos Urbanec        | Heron Racing                | Suzuki GSX-R1000 K7 | 12   | +37.909   | 32º     |       |
| 25º  | 75  | Luka Nedog           | Ducati SC Caracchi          | Ducati 1098S        | 12   | +44.758   | 30º     |       |
| 26º  | 5   | Bram Appelo          | EAB Ten Kate Honda          | Honda CBR1000RR     | 12   | +49.212   | 38º     |       |
| 27º  | 134 | Greg Gildenhuys      | Team Pedercini              | Ducati 1098S        | 12   | +52.960   | 24º     |       |
| 28º  | 58  | Robert Gianfardoni   | RG Team                     | Yamaha YZF-R1       | 12   | +1'38.930 | 39º     |       |

#### Ritirati
| Nº  | Pilota               | Squadra                | Motocicletta        | Giri | Griglia |
| --- | -------------------- | ---------------------- | ------------------- | ---- | ------- |
| 86  | Ayrton Badovini      | Biassono Racing        | MV Agusta F4 312 R  | 11   | 2º      |
| 55  | Olivier Depoorter    | Zone Rouge             | Yamaha YZF-R1       | 11   | 21º     |
| 21  | Wim van den Broeck   | Zone Rouge             | Yamaha YZF-R1       | 10   | 35º     |
| 155 | Brendan Roberts      | Ducati Xerox Junior    | Ducati 1098S        | 6    | 7º      |
| 49  | Arne Tode            | Racing Dirk Van Mol    | Honda CBR1000RR     | 5    | 6º      |
| 77  | Barry Burrell        | MS Racing              | Honda CBR1000RR     | 3    | 27º     |
| 29  | Niccolò Rosso        | EVR Corse              | MV Agusta F4 312 R  | 2    | 37º     |
| 2   | Bartłomiej Wiczyński | Suzuki Grandys Duo PZM | Suzuki GSX-R1000 K7 | 0    | 22º     |
| 32  | Sheridan Morais      | Team Pedercini         | Ducati 1098S        | 0    | 18º     |

### Superstock 600

#### Arrivati al traguardo
| Pos. | Nº  | Pilota              | Squadra                       | Motocicletta    | Giri | Tempo     | Griglia | Punti |
| ---- | --- | ------------------- | ----------------------------- | --------------- | ---- | --------- | ------- | ----- |
| 1º   | 89  | Domenico Colucci    | Ducati Xerox Junior           | Ducati 749R     | 6    | 13'02.268 | 4º      | 25    |
| 2º   | 20  | Sylvain Barrier     | Coutelle Junior               | Yamaha YZF-R6   | 6    | +0.190    | 3º      | 20    |
| 3º   | 21  | Maxime Berger       | Team Trasimeno                | Yamaha YZF-R6   | 6    | +2.847    | 2º      | 16    |
| 4º   | 99  | Roy Ten Napel       | MQP Racing                    | Yamaha YZF-R6   | 6    | +3.121    | 1º      | 13    |
| 5º   | 8   | Andrea Antonelli    | Italia Megabike AX 52         | Honda CBR600RR  | 6    | +6.966    | 6º      | 11    |
| 6º   | 199 | Gregg Black         | Capaul Black Racing           | Yamaha YZF-R6   | 6    | +10.484   | 10º     | 10    |
| 7º   | 30  | Michaël Savary      | Millet Yamaha                 | Yamaha YZF-R6   | 6    | +10.870   | 21º     | 9     |
| 8º   | 119 | Michele Magnoni     | Bevilacqua Corse              | Yamaha YZF-R6   | 6    | +11.283   | 17º     | 8     |
| 9º   | 7   | Renato Costantini   | Italia Megabike AX 52         | Honda CBR600RR  | 6    | +11.505   | 12º     | 7     |
| 10º  | 81  | Patrik Vostarek     | Intermoto Czech Klaffi        | Honda CBR600RR  | 6    | +11.716   | 8º      | 6     |
| 11º  | 44  | Gino Rea            | Beowulf Racing.com            | Suzuki GSX-600R | 6    | +12.039   | 16º     | 5     |
| 12º  | 82  | Adrián Bonastre     | Yamaha Factory                | Yamaha YZF-R6   | 6    | +12.919   | 11º     | 4     |
| 13º  | 27  | Chris Leeson        | Mist Suzuki                   | Suzuki GSX-600R | 6    | +13.078   | 14º     | 3     |
| 14º  | 69  | Ondřej Ježek        | Gold Fren Team Erinac         | Kawasaki ZX-6RR | 6    | +14.079   | 18º     | 2     |
| 15º  | 24  | Daniele Beretta     | Cruciani Moto Suzuki Italia   | Suzuki GSX-600R | 6    | +14.358   | 13º     | 1     |
| 16º  | 73  | Andrzej Chmielewski | Dialog Poland Position        | Suzuki GSX-600R | 6    | +15.006   | 22º     |       |
| 17º  | 22  | Gabriele Poma       | Team Trasimeno                | Yamaha YZF-R6   | 6    | +15.103   | 9º      |       |
| 18º  | 55  | Vincent Lonbois     | MTM Racing                    | Suzuki GSX-600R | 6    | +15.268   | 25º     |       |
| 19º  | 57  | Kenny Tirsgaard     | TKR Suzuki Switzerland        | Suzuki GSX-600R | 6    | +18.145   | 27º     |       |
| 20º  | 43  | Daniele Rossi       | Rumi Azione Corse             | Honda CBR600RR  | 6    | +18.354   | 15º     |       |
| 21º  | 47  | Eddi La Marra       | Team Lorini                   | Honda CBR600RR  | 6    | +18.668   | 20º     |       |
| 22º  | 34  | Jay Dunn            | Rumi Azione Corse             | Honda CBR600RR  | 6    | +22.263   | 29º     |       |
| 23º  | 18  | Stefan Kerschbaumer | Racing Team - Figaro.AT       | Honda CBR600RR  | 6    | +22.479   | 23º     |       |
| 24º  | 48  | Vladimir Leonov     | Vector Racing Yamaha          | Yamaha YZF-R6   | 6    | +22.812   | 28º     |       |
| 25º  | 31  | Giuseppe Barone     | O SIX                         | Honda CBR600RR  | 6    | +23.164   | 24º     |       |
| 26º  | 114 | Nicolas Pirot       | Zone Rouge                    | Yamaha YZF-R6   | 6    | +28.488   | 30º     |       |
| 27º  | 28  | Yannick Guerra      | Holiday Gym SBK               | Yamaha YZF-R6   | 6    | +30.409   | 32º     |       |
| 28º  | 6   | Mateusz Stoklosa    | Stokson 41-500 Chorzow        | Yamaha YZF-R6   | 6    | +38.900   | 26º     |       |
| 29º  | 65  | Tomas Svitok        | Gold Fren Team Erinac         | Kawasaki ZX-6RR | 6    | +42.593   | 31º     |       |
| 30º  | 66  | Branko Srdanov      | MQP Racing                    | Yamaha YZF-R6   | 6    | +45.817   | 34º     |       |
| 31º  | 25  | Ryan Taylor         | Lightspeed-Kawasaki Supported | Kawasaki ZX-6RR | 6    | +48.140   | 36º     |       |
| 32º  | 19  | Nigel Walraven      | Amici Racing                  | Suzuki GSX-600R | 6    | +48.518   | 35º     |       |

#### Non partiti
| Nº | Pilota           | Squadra       | Motocicletta  | Griglia |
| -- | ---------------- | ------------- | ------------- | ------- |
| 35 | Radostin Todorov | Team Bulgaria | Yamaha YZF-R6 | 33º     |
| 4  | Mathieu Gines    | Peko Racing   | Yamaha YZF-R6 | 7º      |